# Trepak
Trepak (en ruso: Трепак, en español: Trepak; en ucraniano: Трoпак, Трiпак) es una danza folclórica tradicional de Rusia y Ucrania que se extendió por el Imperio ruso. Forma parte del conjunto de danzas étnicas en el famoso ballet de Piotr Ilich Chaikovski El Cascanueces.
El "Trepak" de El Cascanueces a menudo también se conoce con el nombre de "Danza rusa" (las otras danzas étnicas del ballet tienen nombres dobles, así, por ejemplo, "Té" es también "Danza China"). El "Trepak" es uno de los números musicales más populares del ballet, y está incluido en la suite de concierto de esta obra. La danza hace uso de melodías étnicas populares rusas y ucranianas[cita requerida].
El Trepak comparte muchas características musicales y coreográficas con la más conocida danza ucraniana que es el Hopak.
- Datos: Q2094365